# Ág (szoftver)
A leágaztatás a revíziókezelésben és szoftverkonfiguráció-kezelésben egy verziókontroll alatt lévő objektum (általában egy forrásfájl) megkettőzése úgy, hogy az újonnan létrejövő objektumnak kezdetben ugyanaz a tartalma, mint amelyikről leágazott, és (ez a fontosabb) a fejlesztés (új verziók létrehozása) párhuzamosan folyhat mindkét ágon.
A leágaztatás után általában jön egy összefésülés is: az a folyamat, amikor az egyik ágon keletkezett változásokat belemásolják a szülőágba (ezt törzsnek vagy főágnak is szokás nevezni).
Sokféle okból lehet ágat létrehozni.